# Family Food Fight
Family Food Fight Italia è stata la versione italiana del talent show australiano Family Food Fight. È indicata anche con l'acronimo FFF. 
La prima edizione va in onda dal 12 marzo 2020 su Sky Uno e come quasi tutti i programmi della piattaforma pay è andata in replica successivamente su TV8 dal 10 gennaio 2021; nonostante gli scarsi ascolti, l'11 marzo 2021 è iniziata la seconda e ultima stagione.

## Il programma
Nel programma si sfidano sei famiglie, formate tutte da quattro familiari; le famiglie si sfideranno fino a quando verrà decretato un vincitore, che vincerà 100000 € in gettoni d'oro.
Le famiglie sono giudicate da Antonino Cannavacciuolo, Lidia Bastianich e suo figlio Joe Bastianich.
In ogni puntata si hanno tre prove. Nella prima prova verrà decretata la peggiore famiglia, che non si sfiderà nella seconda prova. Nella seconda prova verrà decretata la seconda famiglia peggiore. Le due famiglie risultate peggiori sfideranno nella terza prova, chiamata il "duello"; chi tra le due famiglie sarà la peggiore, quindi la perdente, sarà l'eliminata della puntata.
Le famiglie concorrenti sono Benziadi, De Florio,  Raviele, Lucini, Scainelli, Magistà.

## Edizioni
| Edizione | Puntate | Emittente   | Inizio        | Fine           | Numero famiglie | Famiglia vincitrice | Giudici        | Giudici          | Giudici                 |
| -------- | ------- | ----------- | ------------- | -------------- | --------------- | ------------------- | -------------- | ---------------- | ----------------------- |
| 1ª       | 6       | Sky Uno TV8 | 12 marzo 2020 | 16 aprile 2020 | 6               | Magistà             | Joe Bastianich | Lidia Bastianich | Antonino Cannavacciuolo |
| 2ª       | 6       | Sky Uno TV8 | 11 marzo 2021 | 15 aprile 2021 | 7               | Dall'Argine         | Joe Bastianich | Lidia Bastianich | Antonino Cannavacciuolo |

### Seconda Edizione
Al contrario della passata stagione, i concorrenti sono famiglie di professionisti del settore della ristorazione.
Le famiglie concorrenti provengono da Veneto, Lombardia, Piemonte, Emilia-Romagna, Toscana, Campania, Calabria e sono pronti a sfidarsi per portare a casa la vittoria e il premio finale da 100.000 euro. Le famiglie che si sfidano nella cucina di Family Food Fight 2021 sono: Famiglia Autelitano che gestisce l’Agriturismo di Petru i ‘Ntoni (Bova Marina, Reggio Calabria); Famiglia Bustinza del ristorante Vale un Perù (Torino); Famiglia Dall’Argine che gestisce Hostaria Tre Ville (Parma); Famiglia Lufino, della Trattoria Don Alfonso (Napoli); Famiglia Vannucchi della Trattoria Lanterna Blu (Quarrata, Pistoia); Famiglia Plaitano della Trattoria Della Gloria (Milano) e la Famiglia Zago del Ristorante Le Querce (Marlengo di Ponzano, Treviso).
Durante la prima puntata, andata in onda giovedì 11 marzo, ogni famiglia ha avuto a disposizione 30 minuti per far assaggiare i propri piatti migliori ai tre giudici. Le famiglie Plaitano, Autelitano e Bustinza hanno superato la prima fase, mentre le altre si sono sfidate per conquistare una delle sei cucine di Family Food Fight 2021. Al termine della puntata la famiglia Zago, reputata la peggiore, è stata eliminata dalla competizione.
Durante la seconda puntata, andata in onda giovedì 18 marzo, l'ospite Costantino della Gherardesca ha presentato la prova alle sei famiglie in gara: proporre dei tipici piatti degli anni '80 sia per gusto che per presentazione. La famiglia Dall'Argine è risultata la migliore. Il compito della seconda prova è stato quello di replicare un piatto dello chef Antonino Cannavacciuolo con una prova a staffetta fra i quattro componenti di ogni famiglia che non potevano comunicare fra loro. Alla fine della prova le famiglie Bustinza e Vannucchi sono risultate le peggiori e nel duello finale i Bustinza sono stati eliminati.
Nella terza puntata ad essere eliminati sono la famiglia Plaitano, mentre nella quarta puntata nessuna famiglia è eliminata. 
Nella quinta puntata ad avere la peggio sarà la famiglia Lufino. 
La finale incoronerà come vincitori la famiglia Dall'Argine. 
| Famiglia    | Regione        | Posizione            |
| ----------- | -------------- | -------------------- |
| Dall'Argine | Emilia-Romagna | Vincitori            |
| Vannucchi   | Toscana        | Secondi classificati |
| Autelitano  | Calabria       | Terzi classificati   |
| Lufino      | Campania       | Eliminati            |
| Plaitano    | Lombardia      | Eliminati            |
| Bustinza    | Piemonte       | Eliminati            |
| Zago        | Veneto         | Eliminati            |

| Puntata | Ospite                       |
| ------- | ---------------------------- |
| 1ª      | Nessuno                      |
| 2ª      | Costantino Della Gherardesca |
| 3ª      | The Jackal                   |
| 4ª      | Cuochi internazionali        |
| 5ª      | Nessuno                      |
| 6ª      | Nessuno                      |